# Esquelbecq
Esquelbecq (tiếng Hà Lan: 'Ekelsbeke') là một xã ở tỉnh Nord trong vùng Hauts-de-France, Pháp.